# Teplodar
Teplodar (en ucraniano: Теплодар) es una ciudad ucraniana perteneciente al óblast de Odesa. Situado en el suroeste del país, es parte del raión de Odesa y del municipio (hromada) de homónimo.

## Toponimia
El nombre de la ciudad en ruso también es Teplodar (en ruso: Теплодар).

## Geografía
Teplodar se encuentra cerca del embalse de Baraboy, 31 km al oeste de Odesa.

## Historia
Teplodar fue construido entre 1979 y 1986 para albergar a los trabajadores de una central nuclear que se construía en las proximidades: la planta de energía nuclear de Odesa. Pero el proyecto fue suspendido después del accidente de Chernóbil de 1986, cuando la ciudad ya se había construido en su totalidad, y cancelado definitivamente en 1997. Se le concedió el estatus de ciudad el 1 de enero de 1997.
Hasta el 18 de julio de 2020, Teplodar era una ciudad de importancia regional. El título fue abolido en julio de 2020 como parte de la reforma administrativa de Ucrania, que redujo el número de raiones del óblast de Odesa a siete. El área de Teplodar se incorporó al raión de Odesa.
En 2017 se puso en funcionamiento Teplodar FES, una planta de energía solar fotovoltaica con una capacidad instalada de 8,84 MW.

## Demografía
La evolución de la población de Teplodar entre 1989 y 2022 fue la siguiente:
| 8349                                                          | 8830 | 10 081 | 10 204 | 10 242 | 9958 |
| (Fuente: Cities & Towns of Ukraine y UKRAINE: Größere Städte) |      |        |        |        |      |

Según el censo de 2001, el 68,49% de la población son ucranianos, el 25,70% son rusos y el resto de minorías son principalmente rumanos (1,75%), búlgaros (1,15%) y bielorrusos (1,03%). En cuanto al idioma,  la lengua materna de la mayoría de los habitantes, el 55,8%, es el ucraniano; y del 42,43% es el ruso.

## Economía
La mayoría de la gente trabaja en la cercana Odesa.

## Infraestructura

### Educación
En la ciudad hay una escuela de educación general de los grados I-III, un liceo profesional y dos preescolares infantiles.

### Transporte
La carretera que conecta con Odesa es la autopista E87.